# Pere de Cirac

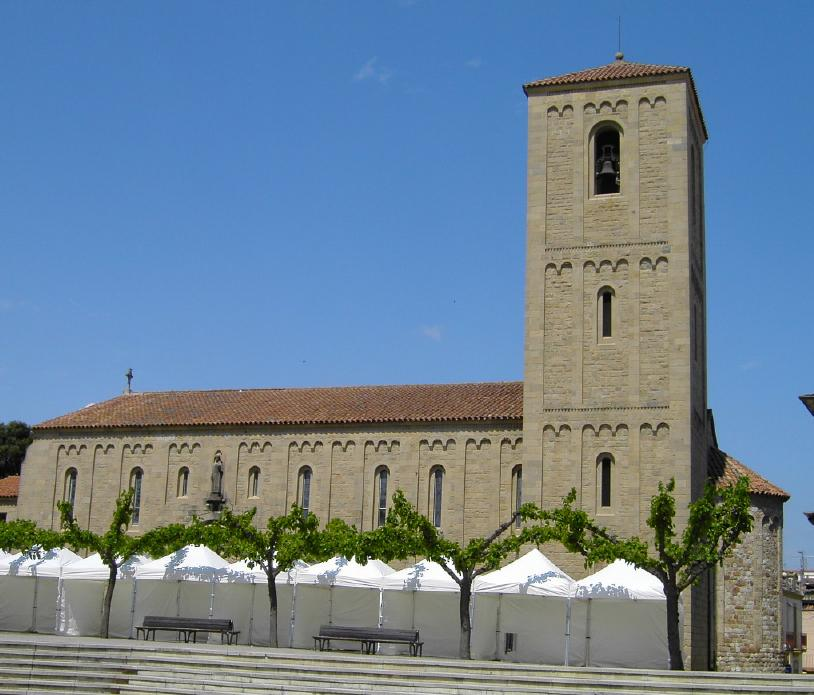
Església de Sant Esteve de Parets que consagrà Pere de Cirac

Pere de Cirac Bisbe de Barcelona, successor de Berenguer de Palou. No consta que prengués possessió fins al 1208, en què ja apareixen documents amb la seva signatura, en els quals es revelen grans qualitats de govern.
Abans de ser bisbe havia estat monjo i arribà a ser Prior del Sant Sepulcre de Barcelona i Bisbe pel capítol de la catedral de Barcelona (1208-1211). Defensà amb tenacitat els drets de l'església. Una carta de 1210 ens parla d'una contesa amb motiu d'un hort tingué amb l'abadia de Ripoll, contesa que els jutges apostòlics solucionaren en favor del bisbe. Va consagrar per segona vegada Sant Esteve de Parets el 1207. Va excomunicar l'abadessa de Sant Pere de les Puel·les. Segons un episcopologi de Sant Cugat del Vallès, fou assassinat pels sarraïns en guerra. L'episcopologi de Santa Anna de Barcelona diu: <Pere de Sidrach, canònic regular morí el 19 de novembre de 1211.>